# Fucskó Mihály
Fucskó Mihály (Cegléd, 1885. február 21. – Arangyelovác, Szerbia, 1914. december 8.) botanikus, tanár.

## Életrajza
Fucskó Mihály szegénysorsú iparos, és Bajáry Mária öt gyermeke közül egyedüli fiúként született, kik mindent megtettek azért, hogy fiukat tehetségükhöz mérten taníttassák. A ceglédi evangélikus népiskola és az állami polgári iskola négy osztályának elvégzése után a soproni evangélikus fiúgimnáziumba adták, kinek már itt megmutatkozott természet iránti szeretete. A gimnázium 7. és 8. osztályában két növénytani és egy fizikai dolgozatával is pályadíjat nyert. A gimnázium elvégzése után 1904-1909 között a budapesti tudományegyetemen folytatta tanulmányait. Tanulóévei alatt társait túlszárnyalva; szorgalma révén még hallgató korában önálló búvárkodásba foghatott.
Első munkáját "A Leguminosae-családba tartozó főbb génuszok termésének összehasonlító anatómiai vizsgálata, különös tekintettel a hazai fajokra" címmel "Interfólia fructus" jeligével küldte be a tudományegyetemi Arnstein-alapból hirdetett pályázatra, melyet a bíráló professzorok: Entz Géza és Mágocsy-Dietz Sándor 1909. május 3-án elfogadtak, érdemesnek ítélve a pályadíjra. 1909-ben szerzett doktorátust, ezután elért sikerei, valamint Mágocsy-Dietz Sándor professzor buzdítása az egyetemi évek elmúltával is a növénytani laboratóriumban tartották, ahol a növénytani tanszék mellett 1909. január 1-től 1910. június 31-ig mint tanársegéd (demonstrátor), majd 1912. november 30-ig mint gyakornok működött, majd 1912. december 1-től a selmecbányai evangélikus líceum természetrajz-földrajz tanára lett.
Az első világháborúban, a szerbiai Arangyevác mellett esett el 29 évesen, 1914. december 8-án.

## Munkássága
Botanikai munkássága elsősorban a növények anatómiájával, fiziológiájával foglalkozott. Számos növényszövettani, virágbiológiai tanulmányt tett közzé.

## Főbb munkái
- A Papiliontas termésfalának anatómiai fejlődéstani és biológiai ismertetése (Botanikai Közlemények, 1909)
- Tanulmány a növények higroszkópos mozgási köréből (Mathematikai Természettudományi Értesítő, 1913)